# Rogač
Rogač ist der Haupthafen der Insel bzw. Gemeinde Šolta in der kroatischen Gespanschaft Split-Dalmatien in der Adria gegenüber von Split westlich von Brač. Im kleinen Hafenort mit Hafenamt, Auto- und Bootstankstelle legen auch Autofähren an. Rogač gehört zu Grohote und hat 110 Einwohner.

## Geografie

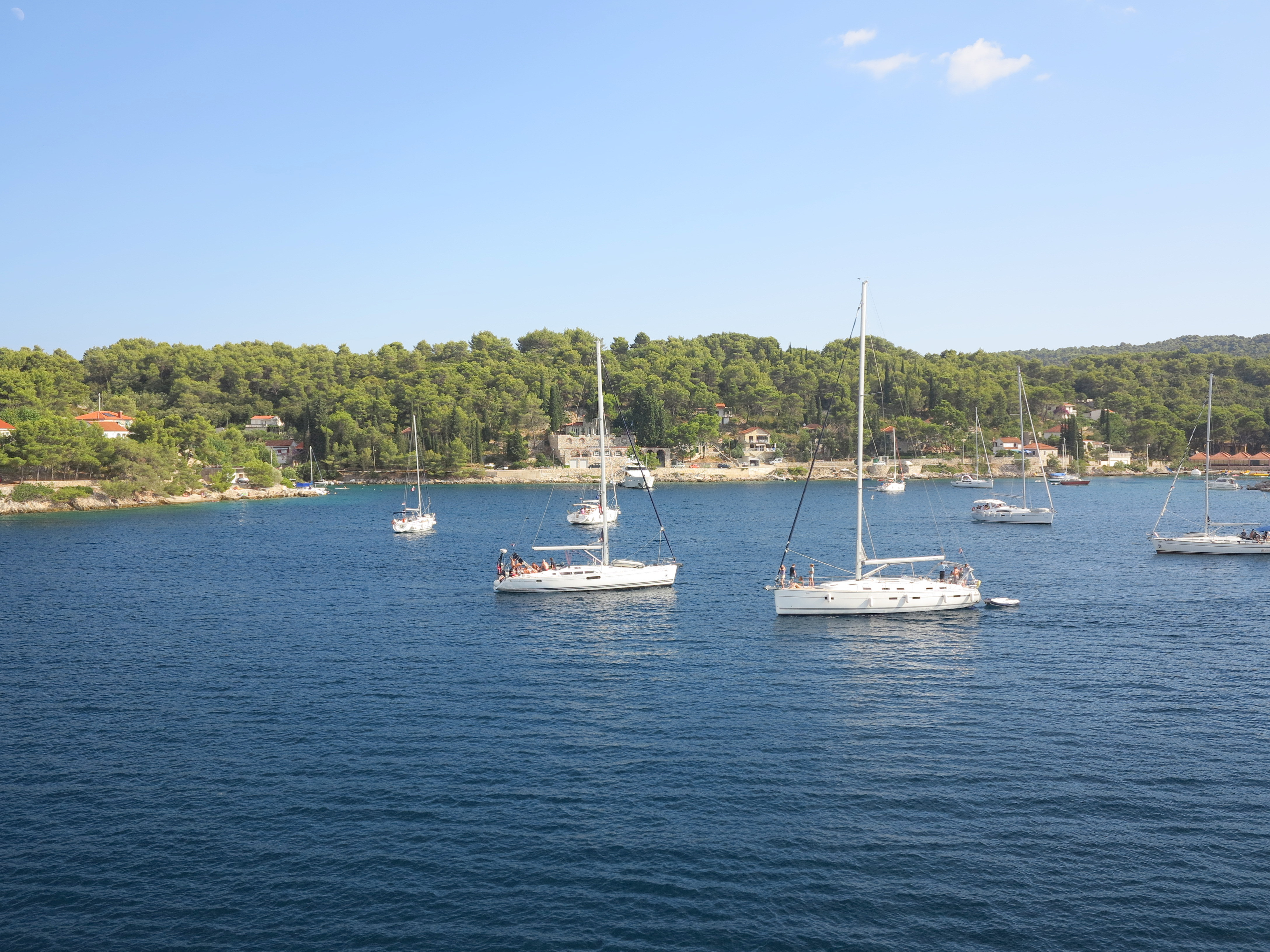
Südliche Buchtseite

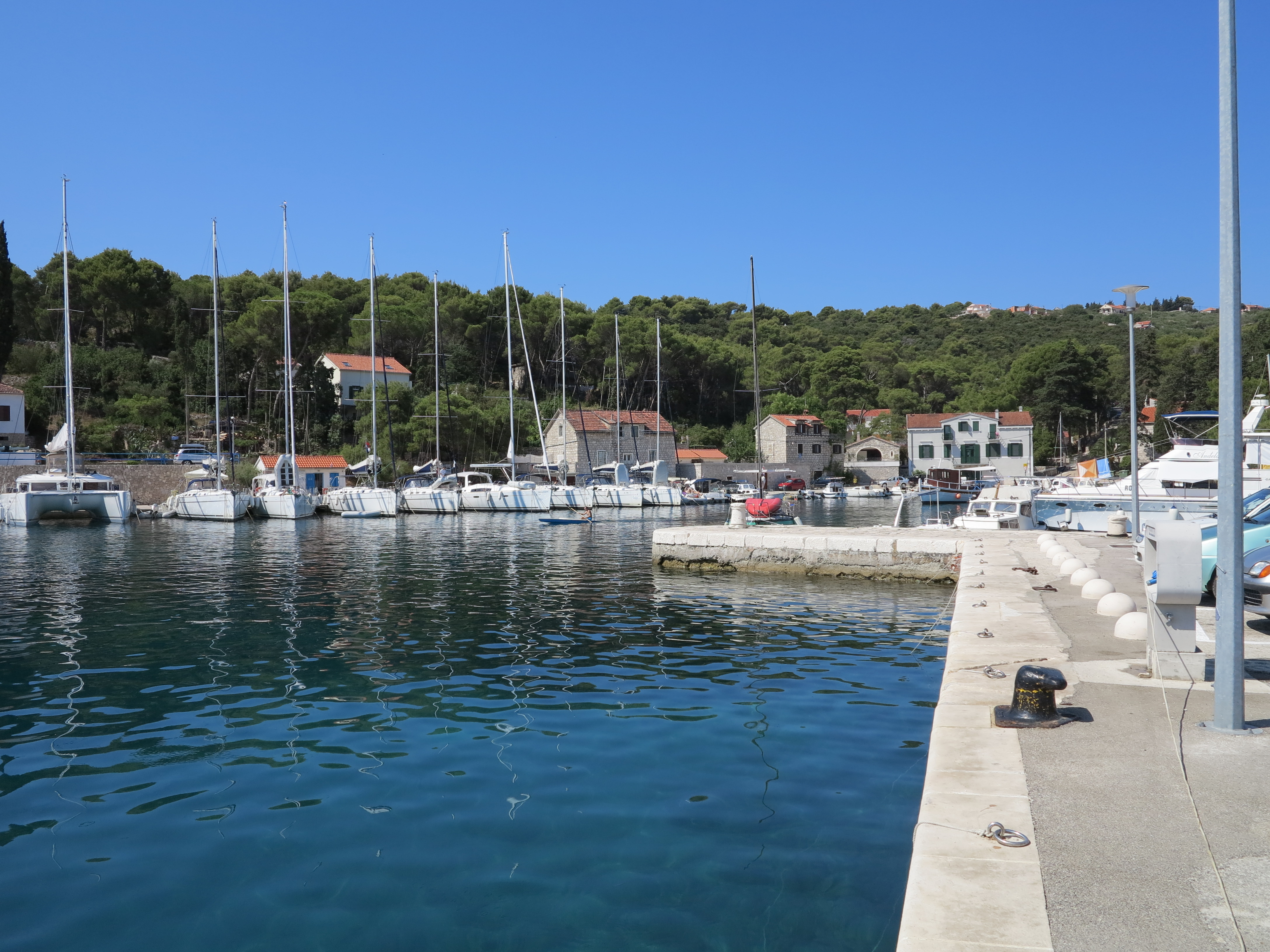
Westliche Bucht Richtung Grohote

Der Ort ist mit dem Festland (Split) über Autofähren und Katamaranfähren verbunden. Er ist 1,5 km vom Hauptort der Insel, Grohote an der Staatsstraße D111, entfernt. Von Rogač aus verkehren Busse via Grohote nach Srednje selo, Donje Selo nach Maslinica bzw. nach Nečujam, Gornje Selo und Stomorska. Zum Ort gehört das Gebiet um die Bucht. Die Buchten heißen Banje, Kasjun oder Zustova.

## Wirtschaft
Rogač ist der Haupthafen von Šolta mit Sitz des Hafenamtes, einer Marina, sowie einer Tankstelle für Autos und Schiffe. Der Ort lebt vom Tourismus. Es gibt eine Touristinformation, einige Restaurants und ca. 30 Privatquartiere rechts und links der Bucht.
Der Fischfang spielt heute keine Rolle mehr.

## Geschichte

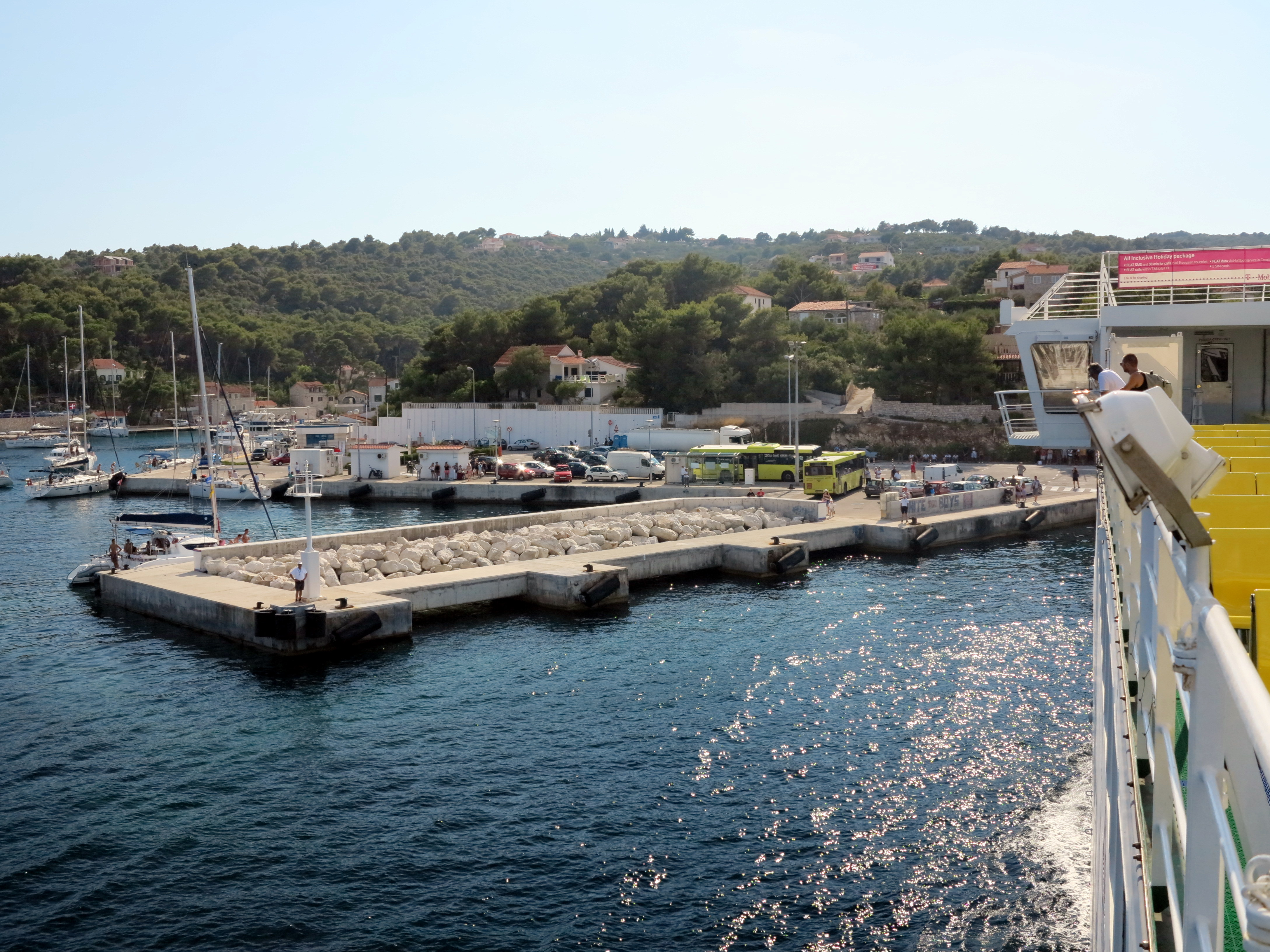
Im Fährhafen warten die Buse

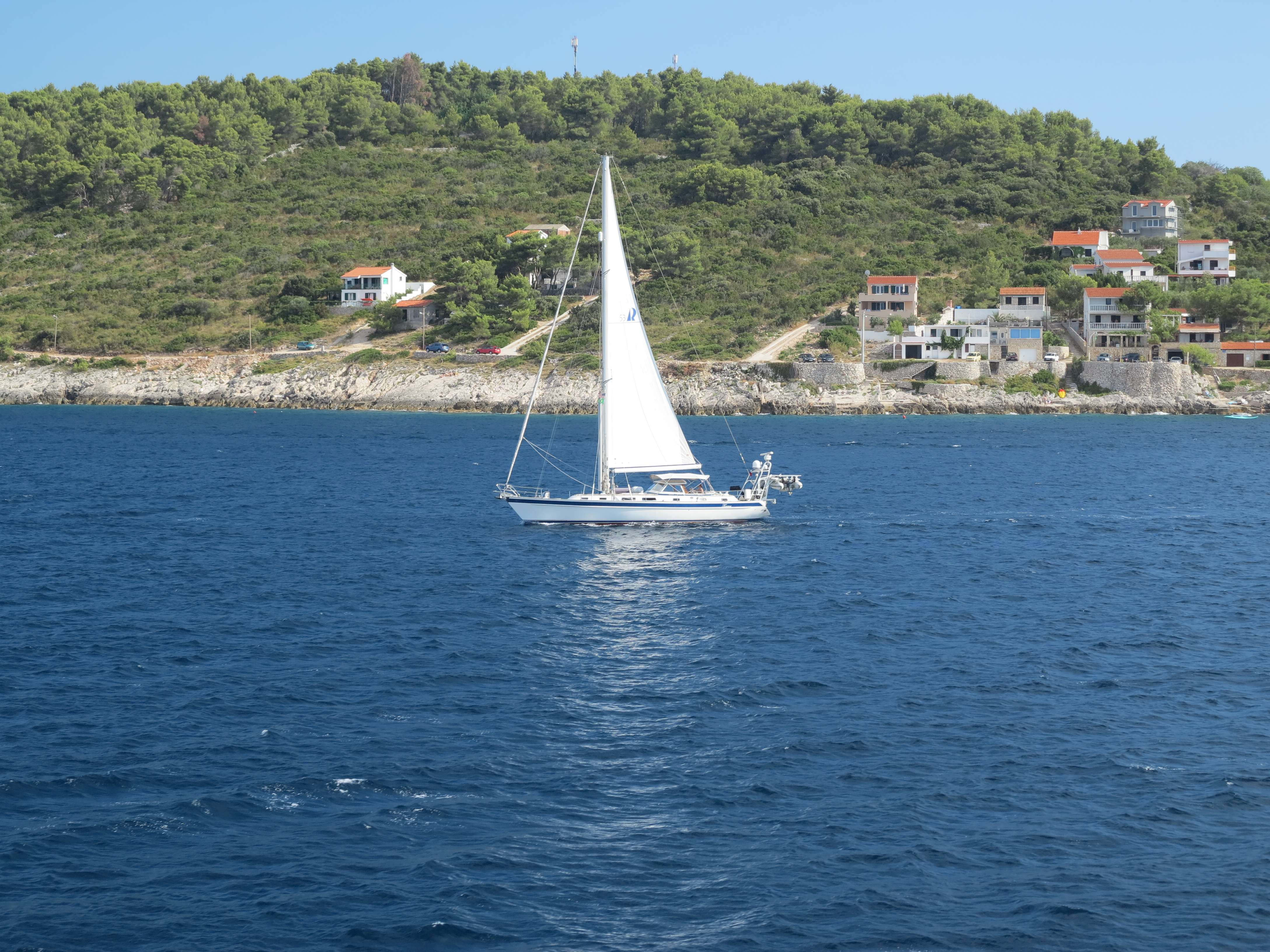
Ferienhäuser am östlichen Eingang zur Bucht

Die Insel Šolta war vom 14. Jahrhundert bis 1905 im Besitz des Adels von Split bzw. der Katholischen Kirche. Die Nähe zur Stadt, ca. 17 km mit dem Schiff, prädestinierte die Insel zu einem wichtigen Lieferanten für Holz, Kalk, Fleisch, Fisch, Öl, Wein, Mandeln, Johannisbrot, Feigen und Honig. Als Hafen des größten Ortes der Insel, Grohote, wurde Olivenöl und Wein wie von Stomorska aus, mit hölzernen Seglern bis nach Italien transportiert. Rogač entstand Ende des 18. Jahrhunderts als Hafen von Grohote. Die erste schriftliche Erwähnung datiert von 1242 als portus qui dicitur Roga. Die Besiedlung ist aber sicher viel älter. Auf der Insel finden sich mehrere prähistorischen Hügelgräbern. Auf der Vela Straža gab es eine illyrische Festung. Viele antike Funde der Insel sind im Archäologischen Museum Split ausgestellt. Während man zur Zeit des nahezu tausendjährigen römischen Friedens an der Küste siedelte, wurde dies im Mittelalter wieder gefährlicher. Da die Insel im Grenzgebiet zwischen Osmanischem Reich und der Republik Venedig lag, war die Gefahr von Plünderungen und Überfällen, insbesondere durch die Piraten von Omiš groß, weshalb es über Jahrhunderte nur Orte im Inselinneren gab.
Der Hafenort Rogač hieß auf Italienisch Porto carober, die venezianische Variante des Wortes carruba für Johannisbrotbaum, der auf Kroatisch rückübersetzt rogač heißt. Ursprünglich gab es in der Bucht nur Fischerhütten und Tavernen, geschützt von einem zweistöckigen, barocken Kastell.
Im 19. Jahrhundert wurde an der Stelle einer älteren Kapelle die katholische Kirche zu Ehren der hl. Teresa von Ávila, die als Heilige, Kirchenlehrerin und Schutzherrin der Kranken verehrt wird. Die für Dalmatien untypische Kirchenpatronin wird auf dem barocken Altarbild dargestellt. Aufgrund des Gemäldes ist zu vermuten, dass der Stifter des Bildes ein Abt war. Vermutlich ist es Jeronim Celsi aus der Venezianischen Adelsfamilie Celsi, der von 1627 bis 1682 der vorletzte Titularabt des Spliter Benediktinerklosters zum hl. Stephanus sub plinis war, das dem Šoltaraner Kloster „Madonna unter den Tannen“ verbunden war. Celsi starb 1692 und beschenkte in seinem Testament die Kirche in Rogač. Möglicherweise ist er auch der Errichter des Kastells.
In der Kirche befindet sich eine Gedenktafel für den polnischen Regierungspräsidenten und Diktator (1926–1935) der Zweiten Polnischen Republik, Marschall Józef Piłsudski. Sie war im Zweiten Weltkrieg vorübergehend entfernt worden, da der Bereich zu einem Hotel gehörte, der von reichen Polen besucht wurde. Sehenswert ist in der Kirche das Votivbild für einen Schiffsuntergang im Jahre 1939.
Auf der gegenüberliegende Hafenseite steht eine kažela oder casella wie in Stomorska, Maslinica oder Straćinska. Dieses Häuschen diente der Desinfektion von Schiffen. Am unteren Ende der Bucht wurde in einem Föhrenwäldchen im 19. Jahrhundert die Sommerfrischer der Familie Miladinov erbaut. In der südlichen Bucht Banje gibt es die Überreste einer römischen Villa rustica aus dem 3. bis 4. Jahrhundert, mit Mauern von Thermen, Schwimmbecken, Mosaikfragmenten und Gräbern. An der nordwestlichen Seite der Bucht findet man im Meer Reste von Mauern, vermutlich die eines antiken Hafens. Der Meeresspiegel ist in den letzten 2000 Jahren um ca. 1,7 Meter gestiegen. In der Bucht gibt es eine kleine Schiffswerft, die Frane Cecić 1920 gründete und die heute in der 3. Generation geführt wird.
Bis in die 1970er Jahre betrieb die Familie Cecić vlg. Bilini in der Bucht eine Hummer-Zucht. In einem ca. 10 mal 10 Meter großen Holzkäfig, genannt der Deposit wurden die übers Jahr gefangenen Hummer für den Verkauf zu Weihnachten gesammelt. Die eingesperrten Hummer wurden mit aufgeschlagenen Seeigel gefüttert. Eines Nachts wurde die Anlage von Unbekannten gezielt zerstört. Die Tieren entkamen und Arbeit eines Jahres schwamm davon.
Im Haus von Nikola Mateljan, einem der produktivsten Olivenbauern der Insel, ist eine ethnografische Sammlung zu besichtigen.

## Demografie
| Bevölkerungsentwicklung 1857–2011 | Bevölkerungsentwicklung 1857–2011 | Bevölkerungsentwicklung 1857–2011 | Bevölkerungsentwicklung 1857–2011 | Bevölkerungsentwicklung 1857–2011 | Bevölkerungsentwicklung 1857–2011 | Bevölkerungsentwicklung 1857–2011 | Bevölkerungsentwicklung 1857–2011 | Bevölkerungsentwicklung 1857–2011 | Bevölkerungsentwicklung 1857–2011 | Bevölkerungsentwicklung 1857–2011 | Bevölkerungsentwicklung 1857–2011 | Bevölkerungsentwicklung 1857–2011 | Bevölkerungsentwicklung 1857–2011 | Bevölkerungsentwicklung 1857–2011 | Bevölkerungsentwicklung 1857–2011 |
| --------------------------------- | --------------------------------- | --------------------------------- | --------------------------------- | --------------------------------- | --------------------------------- | --------------------------------- | --------------------------------- | --------------------------------- | --------------------------------- | --------------------------------- | --------------------------------- | --------------------------------- | --------------------------------- | --------------------------------- | --------------------------------- |
| 1857                              | 1869                              | 1880                              | 1890                              | 1900                              | 1910                              | 1921                              | 1931                              | 1948                              | 1953                              | 1961                              | 1971                              | 1981                              | 1991                              | 2001                              | 2011                              |
| 0                                 | 0                                 | 13                                | 59                                | 0                                 | 17                                | 0                                 | 0                                 | 0                                 | 36                                | 50                                | 49                                | 0                                 | 0                                 | 100                               | 110                               |